# 주장환
주장환(1957년 1월 1일 ~ )은 대한민국의 신문기자, 소설가이다. 서울신문(스포츠서울) 세계일보 기자를 거쳐 파이낸셜뉴스 논설위원을 역임했다. 중소기업사랑 청소년글짓기 공모전 심사위원장, 대한민국장애인예술대상 문학부문 심사위원, 충효예실천운동 본부 상임위원,부총재 731부대 한국인 희생자 진상규명위원회 대변인을 거쳐 극동대학교 겸임교수를 지냈다. 하버드대학 Literati China 과정 수료.  

## 저서
소설 '사바카' '그 바닷가 헛간은 따스했다' '겨울새 물살털기' '퇴계 이황' 등이 있으며 시집 '내마음 속에 사랑의 집 한 채' 교양서 '논어와의 대화' '참사랑의 길' '레오나르도다빈치와 함께 하는 논술,NIE' '로즈여사에게 배우는 특별한 자녀양육법 26' '노벨문학상 소프트' 등과 '배짱으로 살아라' '사랑을 주는데에도 용기가 필요합니다'등 다수의 번역서가 있다.